# Jungle Fight 76
Jungle Fight 76 é um evento de artes marciais mistas promovido pelo Jungle Fight, que ocorreu em 11 de abril de 2015, em Itu, Brasil. 
Foi a primeira edição exibida pela TV Bandeirantes, que passou a transmiti-lo na tv aberta, e no canal por assinatura Bandsports na tv fechada.

## Ligações Externas
1. ↑  novo campeão dos meio-médios do Jungle Fight
2. ↑  permaneceu campeã peso-palha do Jungle Fight
3. ↑  novo campeão peso-pena do Jungle Fight
4. ↑  (28-29, 29-28 e 29-28)